# Marosi Géza
Marosi Géza, Meisels, Meiselsz (Hajdúnádudvar, 1884. december 19. – Budapest, 1951. április 16.) magyar színész, rendező.

## Életútja
Meisels Emánuel (Márton) és Pollák Regina fiaként született. Színpadra lépett 1904-ben, Rácalmáson, egy Szokolai nevű daltársulati igazgatónál. Állomásai: Szalkai Lajos, Fehér Károly, Miklóssy Gábor, Neményi László, Palágyi Lajos, stb. társulatánál. 1913-ban eredeti családnevét Marosira változtatta. Az első világháború kezdetétől végéig harctéri szolgálatot teljesített. 1919-ben Erdélybe ment, ahol 1927-ig működött rendezőként is. 1922-ben Fehér Imre társulatával számos Shakespeare-darabot és Rostand Cyranóját adták elő Tordán. 1923-ban húszéves színészi jubileumán Shylock szerepét alakított Székelyudvarhelyen. 1927-ben visszatért Magyarországra, 1929-ben Halmi Jenő társulatánál volt művezető. 1934–35-ben a kolozsvári színháznak volt a tagja. Halálát tüdőgümőkór okozta.
Neje: Krassói (Dimitrovits) Etelka, Krassói Sándor és Báthory Erzsébet színészek gyermeke, született 1897-ben, Nagykátán. Színpadra lépett 1910-ben, Rajcsányi István igazgatónál. Házasságuk 1914-ben volt, ezután férjével együtt működött. 

## Fontosabb szerepei
- Bánk (Katona József: Bánk bán)
- Hamlet, Othello (Shakespeare)
- Cyrano (Rostand: Cyrano de Bergerac)
- Karl és Franz Moor (Schiller: Haramiák)
- Prométheusz (Eftimiu)

## Főbb rendezései
- Madách Imre: Az ember tragédiája
- Zilahy Lajos: Süt a nap
- Lengyel M.: Antónia